# Col de Rabou
Le col de Rabou, à  1 888 mètres d'altitude, est un col de montagne situé dans le massif du Dévoluy, dans les Hautes-Alpes. Il doit son nom au village du même nom, situé à une dizaine de kilomètres au sud du col. Il est situé au point de rencontre des communes de Rabou, de Dévoluy (ancienne commune de Saint-Étienne-en-Dévoluy), et de Gap (ancienne commune de Chaudun).

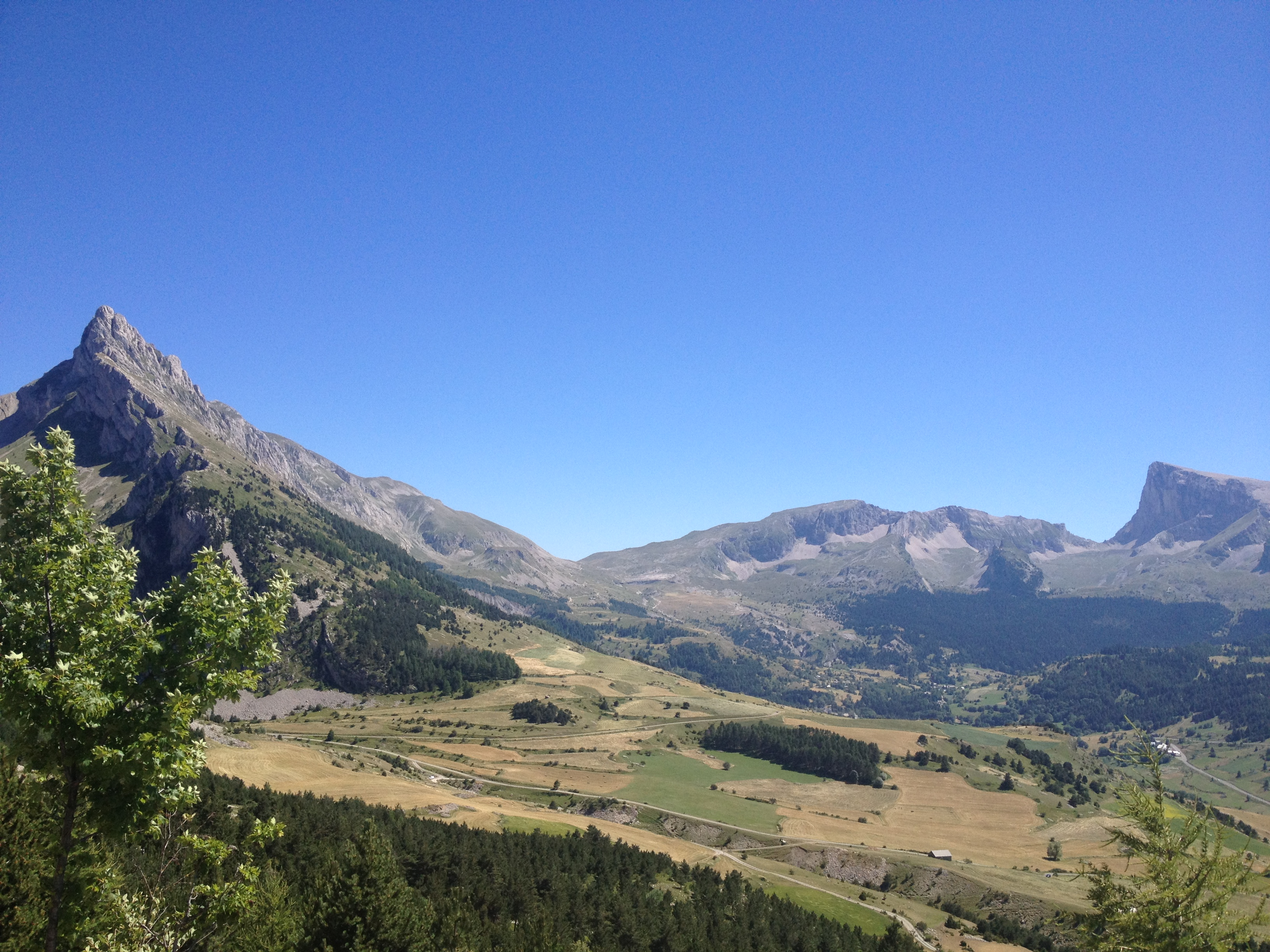
Vue panoramique de la partie orientale du Dévoluy : à gauche les arêtes de Truziaud, au centre le col de Rabou et à droite le pic du Bure.

Le col de Rabou sépare la haute vallée du Petit Buech, au sud, de la vallée de la Souloise, au nord, et appartient donc à la ligne de partage des eaux entre le bassin versant de la Durance et celui de l'Isère, tous deux affluents du Rhône.
Aucune route ne dessert le col. Il est accessible à pied depuis Saint-Étienne-en-Dévoluy (facile) et depuis Rabou (long) en suivant le sentier de grande randonnée GR 94. Il offre un panorama sur le versant sud-est du pic de Bure ainsi que sur le vallon de Saint-Étienne-en-Dévoluy, au nord-ouest.
Des émetteurs de télévision, radio et téléphonie mobile sont implantés au col.

## Toponymie
Du patois rabou, « raboteux, inégal ». Rab est une racine toponymique probablement pré-indo-européenne qui a le sens de « hauteur/rocher »[réf. nécessaire].